# Chakhmatny Bioulleten
Le Chakhmatny Bioulleten (en cyrillique : (Шахматный бюллетень, en français: Bulletin échiquéen) est un magazine d'échecs soviétique. Se voulant scientifique et informatif, il étudie le jeu d'échecs de façon méthodique. Il s'agit du premier magazine au monde conçu pour les joueurs d'échecs de haut niveau. Il était publié sous forme de mensuel de janvier 1955 à décembre 1990 par le comité de rédaction du magazine Chakhmaty v SSSR, lui-même organe de presse de la Fédération soviétique des échecs.  

## Contenu
Le Bulletin des échecs proposait :
- des publications d'articles,
- des analyses de parties,
- des articles sur la théorie des ouvertures, du milieu de partie et des finales ;
- des parties de diverses compétitions non annotées pour analyse une analyse indépendante (plus de 2500 parties chaque année);
- une sélection de parties des principaux joueurs d'échecs du passé contemporains ;
- des parties de compétitions historiques, y compris les matchs du championnat du monde;
- des informations sur l'histoire de l'organisation des échecs en URSS ;
- des articles sur la composition d'échecs (depuis 1982 avait été créée une rubrique permanente "Etudes pour praticiens").
- Influence du magazine
- Un certain nombre de publications étrangères se sont avérées être les adeptes du bulletin d'échecs - informateur d' échecs, joueur d'échecs et autres.

## Equipe de rédaction
De 1955 à 1962, le rédacteur en chef est Vladimir Rogozin, à partir de 1962, Youri Averbach le remplace. 

## Tirage
Le Bulletin des échecs est d'abord tiré, en 1955, à 1000 exemplaires.  
Son tirage va augmenter continuellement. En 1987, il sera tiré à plus de 28000 exemplaires. Bobby Fischer a dit de ce magazine qu'il était « the best chess magazine in the world » (le meilleur magazine au monde). 

### Littérature
- Шахматы: энциклопедический словарь / гл. ред. А. Е. Карпов. — М.: Советская энциклопедия, 1990. — С. 482. — 621 с. — 100 000 экз. —  (ISBN 5-85270-005-3).